# José Mendes (cyclisme)
Pour les articles homonymes, voir José Mendes.
José João Pimenta Costa Mendes, né le 24 avril 1985 à Guimarães, est un coureur cycliste portugais. Il est professionnel de 2008 à 2024.

## Palmarès et résultats

### Palmarès par année
- 2003
  -  Champion du Portugal du contre-la-montre juniors
- 2005
  - 1re étape du Tour du Portugal de l'Avenir
  - 2e du championnat du Portugal du contre-la-montre espoirs
  - 3e du Tour du Portugal de l'Avenir
- 2006
  - Clásica de Pascua
  - Prologue et 2e étape du Tour du Portugal de l'Avenir
  - 2e du Tour du Portugal de l'Avenir
- 2007
  - Tour du Portugal de l'Avenir :
    - Classement général
    - Prologue

  - 4e et 6e étapes du Tour de Madère
  - 3e du Tour de Madère
- 2008
  - 3e du Circuit de Malveira
- 2009
  - 1re étape du Grand Prix Abimota (contre-la-montre par équipes)
  - Grand Prix Gondomar
  - 3e du Mémorial Bruno Neves
  - 3e du Circuit de Lorraine
  - 3e du Grand Prix Abimota
  - 3e du championnat du Portugal du contre-la-montre espoirs
- 2010
  - 3e étape du Grand Prix Liberty Seguros
  - 1re étape du Grande Prémio do Minho
  - 3e étape du Trophée Joaquim-Agostinho
  - 3e du Grande Prémio do Minho
- 2012
  - Tour des Terres de Santa Maria Feira
- 2015
  - 1re étape du Tour du Trentin (contre-la-montre par équipes)
  - 3e du championnat du Portugal du contre-la-montre
- 2016
  -  Champion du Portugal sur route
  - 2e du championnat du Portugal du contre-la-montre
- 2019
  -  Champion du Portugal sur route
- 2021
  - 3e du Circuit de Malveira

### Résultats sur les grands tours

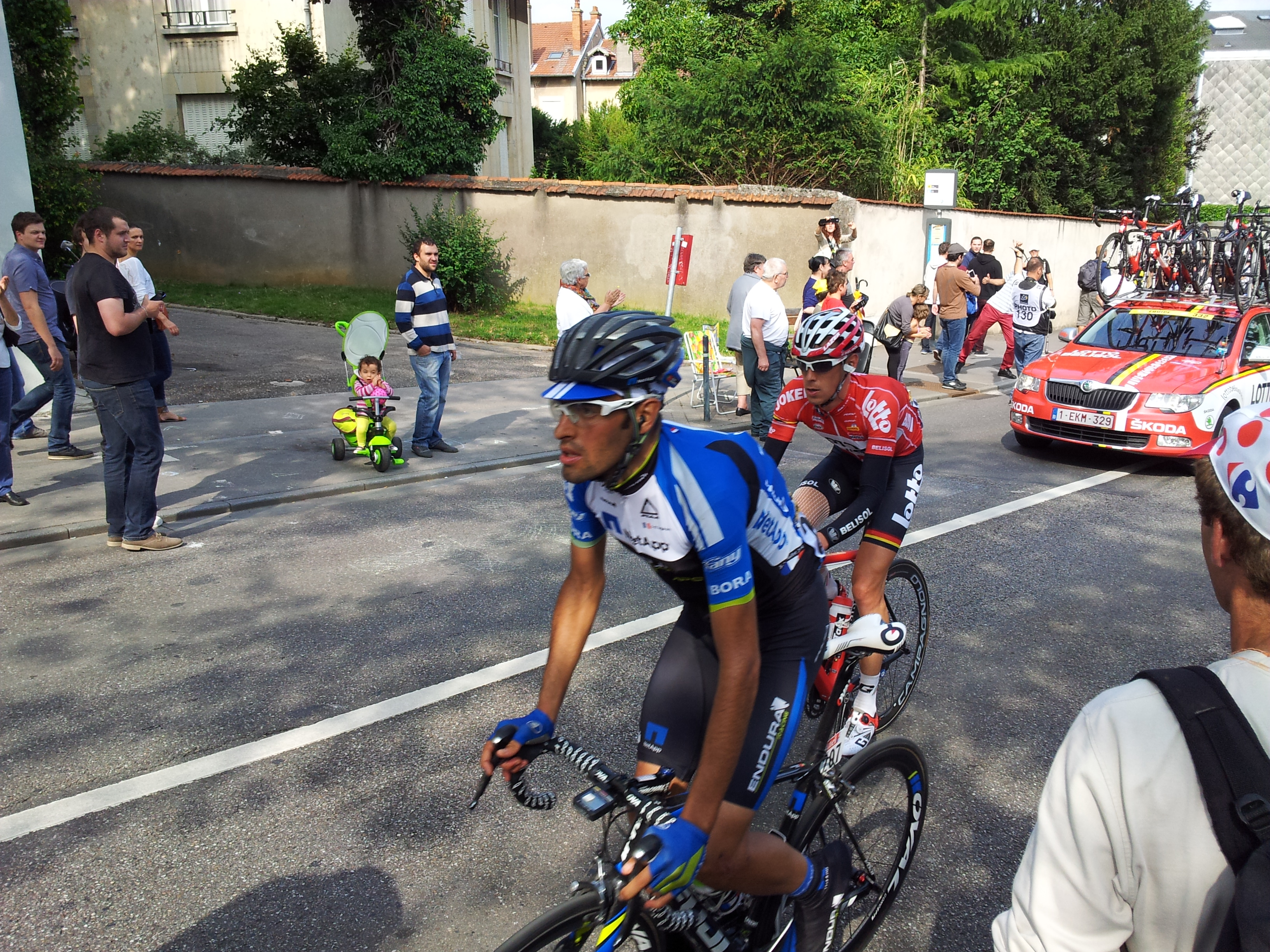
José Mendes lors de la septième étape du Tour de France 2014.

#### Tour de France
2 participations
- 2014 : 124e
- 2015 : 140e

#### Tour d'Italie
1 participation
- 2017 : 48e

#### Tour d'Espagne
3 participations
- 2013 : 22e
- 2016 : 54e
- 2018 : 83e

### Classements mondiaux
| Année                                 | 2008 | 2009 | 2010 | 2011  | 2012 | 2013 | 2014 | 2015 | 2016 | 2017  | 2018  | 2019 | 2020 | 2021 | 2022 | 2023 |
| ------------------------------------- | ---- | ---- | ---- | ----- | ---- | ---- | ---- | ---- | ---- | ----- | ----- | ---- | ---- | ---- | ---- | ---- |
| UCI World Tour                        |      |      |      |       |      |      |      |      | nc   | 310e  | nc    |      |      |      |      |      |
| Classement mondial                    |      |      |      |       |      |      |      |      | 328e | 1055e | 1035e | 746e | nc   | nc   | nc   | 899e |
| UCI Europe Tour                       | 711e | 386e | 524e | 1201e | 822e | 834e | 613e | 210e | 175e | 971e  | 853e  | 542e | nc   | nc   | nc   | nc   |
| UCI Asia Tour                         | nc   | nc   | nc   | 221e  | nc   | nc   | nc   | nc   | nc   | nc    | nc    |      |      |      |      |      |
| UCI America Tour                      | nc   | 310e | nc   | nc    | nc   | nc   | 342e | nc   | 443e | nc    | nc    |      |      |      |      |      |
|                                       |      |      |      |       |      |      |      |      |      |       |       |      |      |      |      |      |
| Légende : nc = non classéSource : UCI |      |      |      |       |      |      |      |      |      |       |       |      |      |      |      |      |